# Prometheus Film

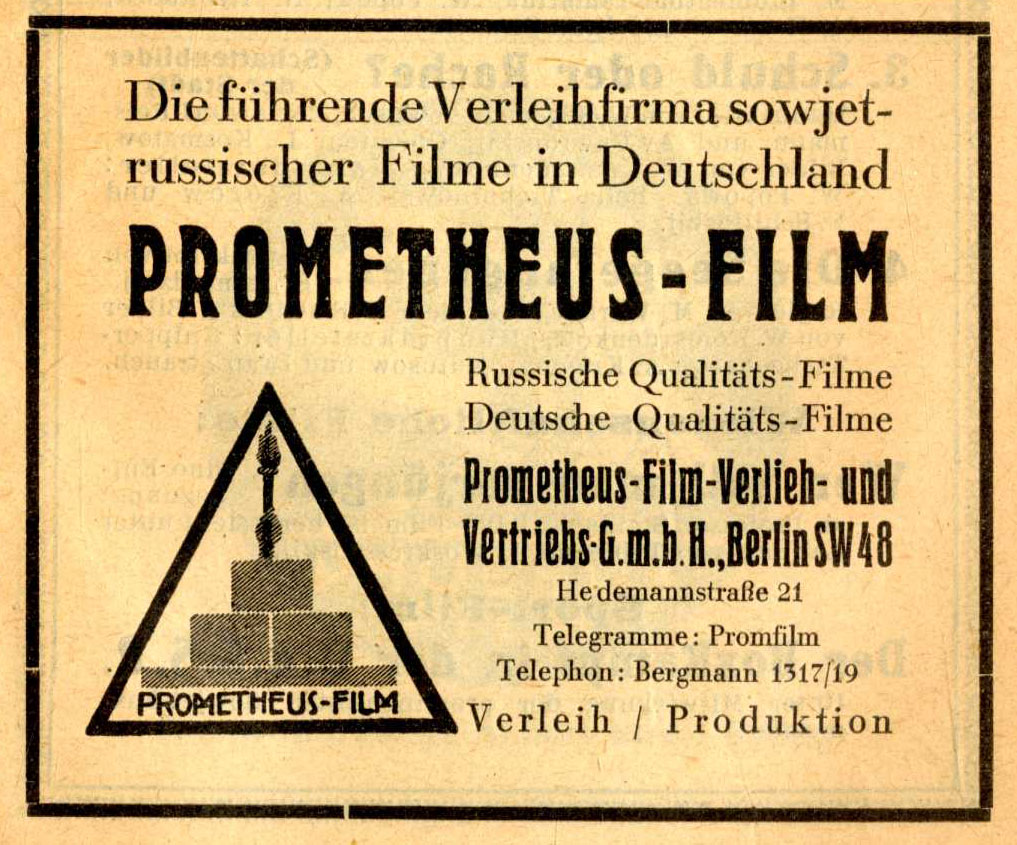
Encart publicitaire pour Prometheus-Film (1928).

Prometheus Film-Verleih und Vertriebs GmbH est une société allemande de production cinématographique de gauche, active de 1926 à 1931 et dont le siège social était établi à Berlin. La société avait des filiales à Düsseldorf, Hambourg, Munich et Leipzig.

## Histoire
Prometheus Film est fondée le 2 février 1926 par un groupe de fonctionnaires du Secours ouvrier international (Internationale Arbeiter-Hilfe - IAH), Emil Unfried, Willi Münzenberg et Richard Pfeiffer et est donc indirectement liée au KPD, le Parti communiste d'Allemagne.
La société est à la pointe dans la production de ce qui est communément appelé le cinéma prolétarien allemand. Dans le secteur de la distribution, elle propage en Allemagne l'œuvre de réalisateurs comme Vsevolod Poudovkine et Sergueï Eisenstein dont elle distribue respectivement Tempête sur l'Asie et Le Cuirassé Potemkine.